# Anna Jurjewna Kikina
Anna Jurjewna Kikina (russisch Анна Юрьевна Ки́кина; * 27. August 1984 in Nowosibirsk, Russische SFSR, Sowjetunion) ist eine russische Kosmonautin.

## Ausbildung
Kikina besuchte die Schule Nr. 29 für gesunde Lebensführung in Nowosibirsk. Einen Kurs beim Katastrophenschutzministerium der Russischen Föderation schloss sie im Jahr 2005 als Ausbilderin für Erste Hilfe  und einem Rettungsschwimmerzertifikat ab. Sie besuchte die staatliche sibirische Universität für Wassertransport und erwarb dort 2006 die Qualifikation einer Wasserbauingenieurin mit einem Abschluss für den Notfallschutz in Wasseranlagen und 2008 die Qualifikation einer Betriebswirtin und Wirtschaftsmanagerin für Transportunternehmen.

## Beruf
Kikina arbeitete als Schwimmlehrerin, als Bergführerin im Altaigebirge und bildete Rettungskräfte beim Bergrettungsdienst aus. Außerdem war sie Programmdirektorin von Radio Sibirien-Altai.

## Kosmonautentätigkeit

### Ausbildung
Im Januar 2012 nahm Kikina am öffentlichen Wettbewerb um die Zulassung als Kosmonautin teil. Sie kam in die Auswahl und im September 2012 erhielt sie zusammen mit 8 anderen Bewerbern das erforderliche Gesundheitszeugnis für die Zulassung als Kosmonaut.
Im Oktober 2012 wurde Kikina Mitglied der Roskosmos-Kosmonauten-Mannschaft und begann mit dem allgemeinen Weltraumtraining im Juri-Gagarin-Kosmonautentrainingszentrum. Während des Trainings wurde in einem Wald in der Nähe von Moskau die Landung in bewaldetem sumpfigen Gebiet im Winter geübt.
Im Juni 2014 schloss Kikina das Training mit guten Noten ab. Jedoch wurde ihr aus unbekannten Gründen der Status Test-Kosmonaut verwehrt. Allerdings setzte sie ihre Ausbildung zur Kosmonautin fort. Sie erhielt ein Wassertraining zum Einsteigen in einen schwebenden Hubschrauber. Trainiert wurden die Landung in einer Wüste oder Halbwüste sowie die Notlandung in bergigem Gelände. Außerdem nahm sie an einem dreiwöchigen Fallschirm-Spezialtraining für Kosmonauten teil.
Im Dezember des Jahres 2014 wurde Kikina schließlich doch der Status einer Test-Kosmonautin verliehen.
Seit 2016 ist Kikina die einzige Frau in der Kosmonautenmannschaft von Roskosmos.
2017 nahm Kikina am SIRIUS-17-Isolations-Experiment (SIRIUS = Scientific International Research in Unique Terrestrial Station) teil, wobei ein 17-tägiger Mondflug simuliert wurde. Bei diesem Experiment lernte Kikina das Andocken an eine Raumstation und die Fernsteuerung eines Mondrovers. Sie testete Raumanzüge, die für diese Mission vorgesehen sind.
2018 absolvierte Kikina ein weiteres Fallschirmtraining für Kosmonauten, bei dem sie 40 Fallschirmsprünge ausführte.
Ebenfalls 2018 erhielt sie eine Schulung zur Durchführung visueller und instrumenteller Erdbeobachtung von der Internationalen Raumstation (ISS) aus und eine Ausbildung zur Teilnahme an der ISS-Expedition 67 (als Ersatzmannschaft) und der ISS-Expedition 68 als Hauptbesatzung.
Im Dezember 2021 gab der Generaldirektor von Roskosmos, Dmitri Olegowitsch Rogosin, bekannt, dass Kikina im September 2022 mit der SpaceX Crew-5 zur ISS fliegen würde. Im Mai 2022 wurde dieser Beschluss widerrufen und es hieß, dass aus politischen und technischen Gründen ein Flug russischer Kosmonauten auf amerikanischen Raumschiffen ausgeschlossen sei. Im Juni 2022 wiederum verkündete Roskosmos, dass Kikina in die Vereinigten Staaten reisen würde, um sich auf den Flug mit der SpaceX Crew-5 vorzubereiten. Im Juli 2022 löste Juri Iwanowitsch Borissow Rogosin als Leiter von Roskosmos ab. Am 21. September 2022 flog der Amerikaner Francisco Rubio zusammen mit Sergei Walerjewitsch Prokopjew und Dmitri Alexandrowitsch Petelin mit der Sojus MS-22 zur ISS.

### SpaceX Crew-5, ISS-Expedition 68
Kikina flog am 5. Oktober 2022 zusammen mit Josh Cassada, Nicole Mann und Koichi Wakata mit einer Dragon 2 (Seriennummer C210, Name „Endurance“) zur ISS. Das Raumschiff dockte 29 Stunden später am 6. Oktober um 5:01 pm EDT (21:01 UTC, 23:01 Mitteleuropäische Sommerzeit) an der ISS an.
Die Rückkehr zur Erde erfolgte am 12. März 2023 um 02:02 UTC.

## Sport
Kikina ist russische Meisterin im Mehrkampf und im Rafting. Sie war Mitglied des Altai-Teams im Kanuslalom und der russischen Rafting-Nationalmannschaft und beteiligte sich an den russischen Skilanglauf-Meisterschaften. Insgesamt hat Kikina mehr als 150 Fallschirmsprünge absolviert.

## Anerkennung, Auszeichnungen und Ehrungen
2006 schloss Kikina ihr Studium zur Wasserbauingenieurin mit Auszeichnung ab. 2011 gewann sie bei den russischen Skilanglauf-Meisterschaften eine Silbermedaille.
2021 wurde sie zum Modell für eine Barbie-Sammelpuppe der Reihe Barbie Inspiring Women im Rahmen der Kampagne zur Ermunterung und Motivierung junger Mädchen zu einer freien Berufswahl mit dem Motto: „You Can Be Whoever You Want“ (deutsch: Du kannst sein, wer immer du willst). Die Anna-Kikina-Barbie-Puppe wird nicht verkauft, sondern wird als Festtagsgeschenk vergeben oder kann als Preis gewonnen werden, bei Wettbewerben, die anlässlich des 60. Jahrestages des Starts von Juri Alexejewitsch Gagarin in den Weltraum veranstaltet werden.

## Familie
Kikina ist verheiratet.